# National cykelrute 2 Hanstholm - København
National cykelrute 2 Hanstholm - København (N2) er en ca. 385 km lang cykelrute, der strækker sig fra fiskerihavnen i Hanstholm ved Vesterhavet til Københavns Rådhusplads. Ruten bindes sammen af tre færgeforbindelser: Århus-Sjællands Odde, Rørvig-Hundested og Sølager-Kulhuse. Bemærk at ruten i sommeren 2020 har fået et nyt ruteforløb. 
N2 ruten har endnu ikke fået et mere mundret navn, som for eksempel N1 (Vestkystruten) og N5 (Østkystruten) har, men "Diagonalruten" har været foreslået.  På en tur østpå ad N2 får cykelturisten mulighed for at opleve et bredt udvalg af Danmarks forskellige landskabstyper og kulturhistoriske seværdigheder. Hen over Jylland inkluderer det for eksempel de åbne heder i Nationalpark Thy, gamle herregårde omkring Viborg, Læsten Bakker og Gudenåen ved Randers, før man når færgelejet i Århus. Efter rutens længste færgetur venter de store udsigter fra Sjællands Odde samt Danmarks ældste træ, Kongeegen, i Nordskoven ved Jægerspris, lige efter man har kørt kortvarigt på grænsen til Nationalpark Kongernes Nordsjælland. Ruten ender (eller starter om man vil) i hjertet af København.

## Nyt ruteforløb
N2 er en af de mindre kendte nationale cykelruter i Danmark. Fra Foreningen Frie Fugle har der tidligere været fremsat forslag til ruteændringer for at gøre ruten mere attraktiv. N2 er da også i sommeren 2020 blevet delvist omlagt, således at strækningen ud langs kysten på Djursland ikke længere indgår. Oprindeligt gik ruten herud for at forbinde med færgen fra Grenå til Sjælland. Da denne blev nedlagt forlængedes ruten ned til Ebeltoft. Herfra er der dog ikke længere færgeforbindelse hele året. Derfor cykler man fremover i stedet en mere direkte rute fra Randers til færgen i Århus via Favrskov Kommune. Skiltningen af det nye ruteforløb er endnu ikke helt på plads.
Ønsker man at følge det gamle ruteforløb ud på Djursland, kan man eventuelt køre efter Østkystruten (N5). De to ruter var stort set identiske her. Formentlig vil skiltningen af det gamle ruteforløb også eksistere nogen tid endnu.